# Strmoglavljenje letala Coulson Aviation (2023)
6. februarja 2023 okrog 16:15 je Boeing 737-300 v lasti Coulson Aviation, ki se uporablja kot zračni tanker, strmoglavil v narodnem parku Fitzgerald River v Veliki južni regiji Zahodne Avstralije med gašenjem več požarov. Oba pilota in edina člana posadke sta trk preživela in sta bila odpeljana v bolnišnico v Ravensthorpu. Strmoglavljenje je prva izguba trupa v Avstraliji za Boeing 737-700.

## Letalo
Letalo, ki je bilo udeleženo v nesreči, je bil 27 let star Boeing 737-300 s serijsko številko 28035 in registrsko oznako  N619SW. Letalo je bilo leta 1995 dostavljeno družbi Southwest Airlines, kjer je delovalo do upokojitve leta 2017. Kasneje tistega meseca je bil prenešeno v lastništvo Coulson Aviation, v vlogi letala za gašenje je pričelo delovati julija 2022.

## Časovnica
Letalo je 6. februarja 2023 ob 15:32 vzletelo z letališča Busselton Margaret River. Na poti do pogorišča se je sprva povzpelo na 8850 m, preden se je spustilo na približno 220 m nad pogoriščem. Ob 13:26 se je prvič vrnil na letališče. Po ponovni napolnitvi z gasilnim sredstvom je vzletelo ob 13:50. Na letališče se je vrnil po enem odmetu ob 15:08. Kasneje je odletelo še na tretji misijo.
Letalo je strmoglavilo v narodnem parku Fitzgerald River po drugem naletu nad požarom okrog 16:14.

## Preiskava
Po dogodku je avstralska Pisarna za varnost prometa napovedala prihod ekipe s člani iz Pertha in Canberre.